# Sarcosperma affine
Sarcosperma affine är en tvåhjärtbladig växtart som beskrevs av François Gagnepain. Sarcosperma affine ingår i släktet Sarcosperma och familjen Sapotaceae. Inga underarter finns listade i Catalogue of Life.